# 路德维希·穆勒

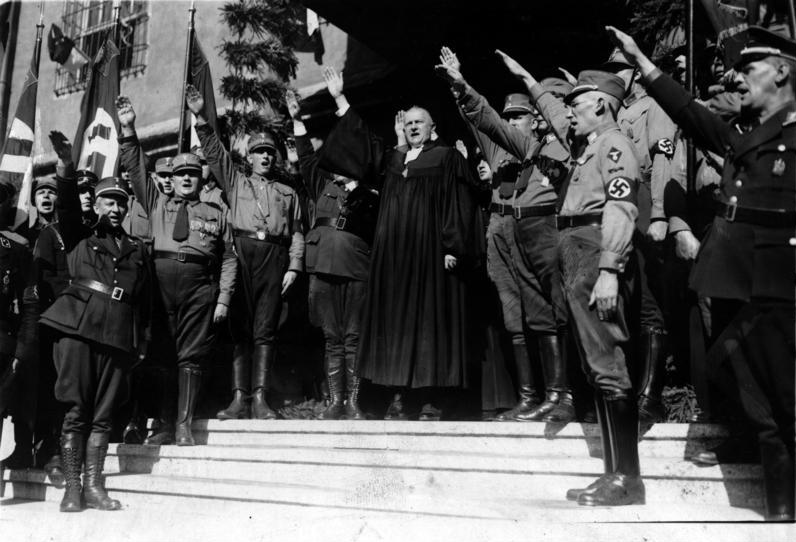
1933年9月，路德维希·穆勒在威登堡召开的德意志新教教会大会上，行希特勒礼。

路德维希·穆勒（德語：Ludwig Müller，1883年6月23日—1945年7月31日），二战时期德国的反动神学家，反犹太主义者。穆勒1883年生于北威州的居特斯洛市，一战时期曾担任随军牧师，是希特勒的老战友。20年代后他在德国东部城市柯尼斯堡担任牧师，1931年成立“日耳曼教会”（Deutsche Christen）。1933年1月希特勒上台之后，他被任命为“福音教会旧普鲁士联盟主教”。1933年4月，德国新教被合并为一个组织，号称“德意志新教教会”（Deutsche Evangelische Kirche，简称DEK ），作为受纳粹党领导的国家教会组织。同年9月穆勒被任命为该会主教。穆勒宣扬“耶稣是雅利安人的耶稣”的反动观点，并支持希特勒迫害犹太人。1945年7月31日，此时德国已经宣布投降，穆勒在柏林自杀。